# Vitimophotina corrugata
Vitimophotina corrugata (лат.) — вид вымерших богомолов, типовой и единственный в роде Vitimophotina. Обнаружен в меловых отложениях Сибири (Байсса, Бурятия, Россия), датированных аптским ярусом.

## Описание
Мелкого размера богомолы, длина переднего крыла 12,7 мм. Отличается тёмными узорами на крыльях; жилка М двухветвистая.
Вид Vitimophotina corrugata был впервые описан в 1993 году российскими палеоэнтомологами Вадимом Геннадьевичем Грачёвым и Владимиром Васильевичем Жерихиным (ПИН РАН, Москва), вместе с видами Baissomantis maculata, Baissomantis picta, Cretophotina mongolica, Kazakhophotina corrupta, Megaphotina sichotensis, Chaeteessites minutissimus. Валидный статус был подтверждён в 2003 году в ходе ревизии меловых богомоловых американским энтомологом Дэвидом Гримальди (Grimaldi David A., American Museum of Natural History, США).

## Систематика
На февраль 2020 года таксономическое положение рода Vitimophotina остаётся неясным: авторы первоначального описания поместили его в состав семейства Chaeteessidae, а в результате ревизии 2003 года род отнесли к отряду богомоловых incertae sedis, то есть не включили ни в одно из семейств отряда.